# Труженик
Тру́женик (рос. Труженик, башк. Труженик) — присілок (в минулому селище) у складі Благовіщенського району Башкортостану, Росія. Входить до складу Орловської сільської ради.
Населення — 39 осіб (2010; 47 в 2002).
Національний склад:
- татари — 64 %